# Campeonato Europeu de Patinação Artística no Gelo de 1987
O Campeonato Europeu de Patinação Artística no Gelo de 1987 foi a septuagésima nona edição do Campeonato Europeu de Patinação Artística no Gelo, um evento anual de patinação artística no gelo organizado pela União Internacional de Patinação (em inglês:  International Skating Union) onde os patinadores artísticos competem pelo título de campeão europeu. A competição foi disputada entre os dias 3 de fevereiro e 8 de fevereiro, na cidade de Sarajevo, Iugoslávia.

## Eventos
- Individual masculino
- Individual feminino
- Duplas
- Dança no gelo

## Medalhistas
| Evento                        | Ouro                                                  | Prata                                                 | Bronze                                                |
| Individual masculino detalhes | Alexander Fadeev · União Soviética                    | Vladimir Kotin · União Soviética                      | Viktor Petrenko · União Soviética                     |
| Individual feminino detalhes  | Katarina Witt · Alemanha Oriental                     | Kira Ivanova · União Soviética                        | Anna Kondrashova · União Soviética                    |
| Duplas detalhes               | Larisa Selezneva · Oleg Makarov · União Soviética     | Elena Valova · Oleg Vasiliev · União Soviética        | Katrin Kanitz · Tobias Schröter · Alemanha Oriental   |
| Dança no gelo detalhes        | Natalia Bestemianova · Andrei Bukin · União Soviética | Marina Klimova · Sergei Ponomarenko · União Soviética | Natalia Annenko · Genrikh Sretenski · União Soviética |

## Resultados

### Individual masculino
| Pos.              | Nome                  | Nacionalidade      |
| ----------------- | --------------------- | ------------------ |
| Medalha de ouro   | Alexander Fadeev      | União Soviética    |
| Medalha de prata  | Vladimir Kotin        | União Soviética    |
| Medalha de bronze | Viktor Petrenko       | União Soviética    |
| 4                 | Grzegorz Filipowski   | Polônia            |
| 5                 | Falko Kirsten         | Alemanha Oriental  |
| 6                 | Richard Zander        | Alemanha Ocidental |
| 7                 | Philippe Roncoli      | França             |
| 8                 | Petr Barna            | Tchecoslováquia    |
| 9                 | Oliver Höner          | Suíça              |
| 10                | Frédéric Harpagès     | França             |
| 11                | Paul Robinson         | Reino Unido        |
| 12                | Oula Jääskeläinen     | Finlândia          |
| 13                | Thomas Hlavik         | Alemanha Ocidental |
| 14                | Peter Johansson       | Suécia             |
| 15                | Alessandro Riccitelli | Itália             |
| 16                | Tomislav Cizmesija    | Iugoslávia         |
| 17                | Ralf Burghart         | Áustria            |
| 18                | Lars Dresler          | Dinamarca          |
| 19                | András Száraz         | Hungria            |
| 20                | Przemysław Noworyta   | Polônia            |
| 21                | Jaroslav Suchý        | Tchecoslováquia    |
| 22                | Boiko Alexiev         | Bulgária           |
| 23                | Fernando Soria        | Espanha            |

### Individual feminino
| Pos.              | Nome                    | Nacionalidade      |
| ----------------- | ----------------------- | ------------------ |
| Medalha de ouro   | Katarina Witt           | Alemanha Oriental  |
| Medalha de prata  | Kira Ivanova            | União Soviética    |
| Medalha de bronze | Anna Kondrashova        | União Soviética    |
| 4                 | Claudia Leistner        | Alemanha Ocidental |
| 5                 | Susanne Becher          | Alemanha Ocidental |
| 6                 | Claudia Villiger        | Suíça              |
| 7                 | Tamara Téglássy         | Hungria            |
| 8                 | Natalia Skrabnevskaya   | União Soviética    |
| 9                 | Iveta Voralova          | Tchecoslováquia    |
| 10                | Agnès Gosselin          | França             |
| 11                | Željka Čižmešija        | Iugoslávia         |
| 12                | Gina Fulton             | Reino Unido        |
| 13                | Helene Persson          | Suécia             |
| 14                | Yvonne Pokorny          | Áustria            |
| 15                | Stefanie Schmid         | Suíça              |
| 16                | Beatrice Gelmini        | Itália             |
| 17                | Tiia-Riikka Pietikainen | Finlândia          |
| 18                | Mirella Gawłowska       | Polônia            |
| 19                | Anita Thorenfeldt       | Noruega            |
| 20                | Sandra Escoda           | Espanha            |
| 21                | Petia Gavazova          | Bulgária           |

### Duplas
| Pos.              | Nome                                  | Nacionalidade      | Pontos |
| ----------------- | ------------------------------------- | ------------------ | ------ |
| Medalha de ouro   | Larisa Selezneva / Oleg Makarov       | União Soviética    | 2.0    |
| Medalha de prata  | Elena Valova / Oleg Vasiliev          | União Soviética    | 2.5    |
| Medalha de bronze | Katrin Kanitz / Tobias Schröter       | Alemanha Oriental  | 5.0    |
| 4                 | Lenka Knapova / René Novotný          | Tchecoslováquia    | 6.5    |
| 5                 | Cheryl Peake / Andrew Naylor          | Reino Unido        | 8.0    |
| 6                 | Sonja Adalbert / Daniele Caprano      | Alemanha Ocidental | 10.0   |
| 7                 | Lisa Cushley / Neil Cushley           | Reino Unido        | 10.5   |
| 8                 | Charline Mauger / Benoît Vandenberghe | França             | 12.5   |
| WD                | Ekaterina Gordeeva / Sergei Grinkov   | União Soviética    | —      |

### Dança no gelo
| Pos.              | Nome                                    | Nacionalidade      |
| ----------------- | --------------------------------------- | ------------------ |
| Medalha de ouro   | Natalia Bestemianova / Andrei Bukin     | União Soviética    |
| Medalha de prata  | Marina Klimova / Sergei Ponomarenko     | União Soviética    |
| Medalha de bronze | Natalia Annenko / Genrikh Sretenski     | União Soviética    |
| 4                 | Kathrin Beck / Christoff Beck           | Áustria            |
| 5                 | Isabelle Duchesnay / Paul Duchesnay     | França             |
| 6                 | Klára Engi / Attila Tóth                | Hungria            |
| 7                 | Antonia Becherer / Ferdinand Becherer   | Alemanha Ocidental |
| 8                 | Sharon Jones / Paul Askham              | Reino Unido        |
| 9                 | Lia Trovati / Roberto Pelizzola         | Itália             |
| 10                | Vera Rehakova / Ivan Havranek           | Tchecoslováquia    |
| 11                | Corinne Paliard / Didier Courtois       | França             |
| 12                | Elizabeth Coates / Alan Abretti         | Reino Unido        |
| 13                | Stefania Calegari / Pasquale Camerlengo | Itália             |
| 14                | Honorata Górna / Andrzej Dostatni       | Polônia            |
| 15                | Andrea Weppelmann / Hendryk Schamberger | Alemanha Ocidental |
| 16                | Andrea Juklova / Martin Šimeček         | Tchecoslováquia    |
| 17                | Kinga Wertan / Janos Demeter            | Hungria            |
| 18                | Susanna Rahkamo / Petri Kokko           | Finlândia          |
| 19                | Christina Boianova / Yavor Ivanov       | Bulgária           |
| 20                | Desiree Schlegel / Patrik Brecht        | Suíça              |
| 21                | Ursula Holik / Herbert Holik            | Áustria            |

## Quadro de medalhas
| Ordem | País              | Medalha de ouro | Medalha de prata | Medalha de bronze |    | Ordem por total |
| ----- | ----------------- | --------------- | ---------------- | ----------------- | -- | --------------- |
| 1     | União Soviética   | 3               | 4                | 3                 | 10 | 1               |
| 2     | Alemanha Oriental | 1               |                  | 1                 | 2  | 2               |
| TOTAL | TOTAL             | 4               | 4                | 4                 | 12 | —               |